# Livin’ on a Prayer
Livin’ on a Prayer ist ein Lied von Bon Jovi aus dem Jahr 1986, das von Jon Bon Jovi, Richie Sambora und Desmond Child geschrieben wurde. Es erschien auf dem Album Slippery When Wet. Das Lied ist einer der bekanntesten Hits der Band.

## Geschichte
Der Song handelt von dem Arbeiter-Pärchen Tommy und Gina. Sie stehen für die durchschnittlichen Einwohner von New Jersey der 1980er Jahre, die das Klischee der armen Arbeiter im Gegensatz zum gut verdienenden New Yorker darstellen („Tommy used to work on the docks“ und „Gina works the diner all day“). Bon Jovi unterstreicht hiermit die Verbindung des Pärchens zu ihrem Heimatstaat New Jersey, ein Anliegen, das die Band seit ihrer Gründung verfolgt hatte. Die Hauptaufgabe des Songs soll es laut den Musikern sein, den Menschen Hoffnung zu spenden, dass sie alles überstehen werden („We’re half way there, […] take my hand, we’ll make it I swear“).

„Ich schrieb dieses Lied während der Reagan-Ära und die Trickle-Down-Wirtschaft ist wirklich inspirierend, um Lieder zu schreiben...“

Jon Bon Jovi mochte den Song anfangs nicht und wollte ihn auch nicht auf dem Album Slippery When Wet haben, zumal er früh Schwierigkeiten beim Singen der hohen Töne im Lied hatte. Richie Sambora wiederum gefiel der Song sehr, und er konnte ihn überzeugen, Livin’ on a Prayer zu überarbeiten, mit neuen Gitarrensoli, neuen Drum-Rhythmen und der Nutzung einer Talkbox, die man im Intro des Liedes hört. Seitdem wurde sie von der Band häufiger eingesetzt, so zum Beispiel auch in ihrer 2000er-Single It’s My Life. Als Bassist fungierte bei den Aufnahmen nicht das Bandmitglied Alec John Such, sondern Hugh McDonald, der die charakteristische Bass-Melodie kreierte.
Die Anfangsversion als Demo erschien als Hidden Track 2004 in der CD-Box 100,000,000 Bon Jovi Fans Can’t Be Wrong, eine weitere Version ist auf der US-Variante ihres Best-Of-Albums Cross Road zu finden: Prayer ’94. Auf dem Jubiläumsalbum der Band, This Left Feels Right, ist ebenfalls Livin’ on a Prayer, in der Prayer-’94-Variante, zu hören. Dabei singt Jon Bon Jovi mit Olivia d’Abo das erste Duett auf einer Veröffentlichung der Band. Daraufhin arbeitete Bon Jovi im Zuge der nächsten beiden Studioalben bei weiteren Liedern mit anderen Künstlern zusammen.
Die Veröffentlichung war am 24. Oktober 1986, in den Vereinigten Staaten, Kanada, Neuseeland und Norwegen wurde der Rocksong ein Nummer-eins-Hit.
Die Albumversion dauert 4:11 Minuten und endet mit einem Fadeout, im Musikvideospiel Guitar Hero World Tour hingegen hat es ein ganz anderes Ende: Es endet wie beim Anfang mit der Talkbox und der Gitarre. Diese Fassung dauert 4:23 Minuten, so wie auch in den Videospielen Rock Band 2 und Rock Band 3. Eine noch längere Version des Liedes mit einer Dauer von 5:07 Minuten ist auf der 2005 erschienenen DualDisc des Albums zu finden.
Die akustische Version von Livin’ on a Prayer (jene Version die Jon und Richie bei den VMAs 1989 spielten, beziehungsweise die Version aus dem Jahr 1994, bekannt als Prayer ’94) verändert die Dynamik des Songs. Die durchweg aufheiternde Stimmung, ein Happy End der Album-Version, wird infrage gestellt. Diese Version spielte die Band meist bei besonderen Anlässen, zum Beispiel als Bon Jovi 2006 in die UK Music Hall of Fame aufgenommen wurden oder bei ihren MTV-Unplugged-Auftritten in New York im Jahre 2007.
Nach den Terroranschlägen am 11. September 2001 trugen Bon Jovi im Gedenken an die Toten und in Beisein der Hinterbliebenen eine Live-Akustikversion in Form des Liedes vor. Eine ähnliche Live-Akustikversion ist auch auf dem Sampler America: A Tribute to Heroes zu finden. Ebenso wurde es auch live bei den Grammy Awards 2010 gespielt.
In VH1s Liste 100 Greatest Songs of the 80s und in der Musikshow U Choose 40 des neuseeländischen Senders C4 erreichte Livin' on a Prayer Platz 1. Nach dem Auftritt bei der Lost Hight Way Tour in Neuseeland kam das Lied erneut in die neuseeländischen Musikcharts.
Einige nachfolgende Songs von Bon Jovi haben einen textlichen Bezug auf Livin’ on a Prayer, zum Beispiel: 99 in the Shade (1988), Fear (1992), It’s My Life (2000) sowie Novocaine (2005).

## Musikvideo
Das Musikvideo wurde am 17. September 1986 im Grand Olympic Auditorium in Downtown Los Angeles, Kalifornien gedreht unter der Regie von Wayne Isham. Zu Beginn des Videos sieht man die Silhouetten der Bandmitglieder, dann laufen sie zur Bühne, proben erstmal die Einstellungen und tragen danach den Song vor. Die erste Hälfte des Clips ist in Schwarzweißfotografie und die zweite in Farbe gedreht worden.
Das Musikvideo wurde bei den MTV Video Music Awards 1987 mit einem Preis in der Kategorie Best Stage Performance in a Video ausgezeichnet.

## Kommerzieller Erfolg

### Chartplatzierungen
| ChartsChartplatzierungen       | Höchstplatzierung | Wochen |
| ------------------------------ | ----------------- | ------ |
| Deutschland (GfK)              | 20 (18 Wo.)       | 18     |
| Schweiz (IFPI)                 | 12 (12 Wo.)       | 12     |
| Vereinigte Staaten (Billboard) | 1 (22 Wo.)        | 22     |
| Vereinigtes Königreich (OCC)   | 4 (22 Wo.)        | 22     |

| ChartsJahrescharts (1987)      | Platzierung |
| ------------------------------ | ----------- |
| Vereinigte Staaten (Billboard) | 10          |

### Auszeichnungen für Musikverkäufe
| Land/Region                  | Auszeichnungen für Musikverkäufe (Land/Region, Auszeichnung, Verkäufe) | Verkäufe   |
| ---------------------------- | ---------------------------------------------------------------------- | ---------- |
| Australien (ARIA)            | 11× Platin                                                             | 770.000    |
| Brasilien (PMB)              | Platin                                                                 | 60.000     |
| Deutschland (BVMI)           | Platin                                                                 | 600.000    |
| Italien (FIMI)               | 2× Platin                                                              | 200.000    |
| Japan (RIAJ)                 | Platin                                                                 | 250.000    |
| Kanada (MC)                  | Gold                                                                   | 50.000     |
| Neuseeland (RMNZ)            | 6× Platin                                                              | 180.000    |
| Spanien (Promusicae)         | 3× Platin                                                              | 180.000    |
| Vereinigte Staaten (RIAA)    | Diamant                                                                | 10.000.000 |
| Vereinigtes Königreich (BPI) | 4× Platin                                                              | 2.400.000  |
| Insgesamt                    | 1× Gold · 29× Platin · 1× Diamant ·                                    | 14.690.000 |

Hauptartikel: Bon Jovi/Auszeichnungen für Musikverkäufe

## Coverversionen
- 1995: Eläkeläiset
- 1998: Geoff Downes
- 1998: Jive Bunny & the Mastermixers (Rock the Party)
- 2004: Royal Philharmonic Orchestra
- 2005: Stellar Kart
- 2005: Tori Amos
- 2006: Rico Bernasconi (Cisco Disko)
- 2007: Groove Coverage
- 2007: Topmodelz
- 2007: The Chipmunks
- 2009: Kidz Bop
- 2009: Looptroop Rockers
- 2010: BulletBoys
- 2012: Sungha Jung
- 2012: Tarja Turunen (Where Were You Last Night / Heaven Is A Place On Earth / Livin' On A Prayer)
- 2014: Helene Fischer (Rock Medley)
- 2015: Hayseed Dixie
- 2021: 2Cellos